# Îlet Coco
Ne doit pas être confondu avec Île Cocos.
L'îlet Coco est une île fluviale de l'île de La Réunion, la plus grande de ce département d'outre-mer français dans l'océan Indien. Elle est située sur le territoire communal de Saint-Benoît dans le lit de la rivière des Marsouins, un fleuve qui s'écoule d'ouest en est jusqu'au centre-ville.Culminant à 48 mètres d'altitude, elle est accessible en voiture via deux radiers depuis la rive sud, le bras méridional étant généralement à sec. On y trouve une vingtaine d'habitations dispersées.

## Annexe